# João Dias Rosas
João Augusto Dias Rosas GCC (Figueira da Foz, 17 de Fevereiro de 1921 — Rio de Janeiro, 23 de fevereiro de 2014) é um economista e político português.

## Biografia
Exerceu, entre outros, os cargos de Deputado à Assembleia Nacional entre 1957 e 1961 e Secretário de Estado do Comércio.
Foi ainda o último Ministro das Finanças de Salazar tendo continuado na pasta no primeiro governo de Caetano. Promove a liberalização e internacionalização da economia portuguesa, sendo um dos rostos mais visíveis da chamada Primavera Marcelista.
A 2 de Março de 1971 foi agraciado com a Grã-Cruz da Ordem Militar de Nosso Senhor Jesus Cristo.
É tio do historiador e político Fernando Rosas.